# Ehemalige Attraktionen des Serengeti-Parks
Die ehemaligen Attraktionen des Serengeti-Parks befanden sich im Serengeti-Park in Hodenhagen in Niedersachsen. Mittlerweile befinden sie sich nicht mehr in dem Tier- und Freizeitpark, sondern an anderen Orten.
| Name                    | Typ              | Max. Höhe | Streckenlänge | Max. Tempo | Hersteller        | Eröffnung | Geschlossen | Anmerkung und Verbleib |
| ----------------------- | ---------------- | --------- | ------------- | ---------- | ----------------- | --------- | ----------- | --- |
| Minigolf                | Minigolf         | -         | -             | -          | -                 | -         | -           | |
| Challenger              | Karussell        | -         | -             | -          | Mel Park          | 1998      | -           | Baujahr 1995 von Mel Park (heute Technical Park) und betrieben vom Sauer aus Ludwigshafen, 1998 verkauft an den Serengeti-Park, Verbleib ist unbekannt. |
| Wildcat                 | Wildcat          | -         | -             | -          | Anton Schwarzkopf | <1975     | 1975>       | Im Park existiert eine Galerie mit alten Fotos, die diese Achterbahn zeigt. Früher dachte man, es handele sich um einen Schwarzkopf Jet Star 1, aber in Wirklichkeit scheint es sich um einen Schwarzkopf Wildcat gehandelt zu haben. Ein Artikel in Amusement Industrie aus dem Jahr 1975 untermauert dies, indem er die Fahrt als „Achterbahn (Wildcat Roller Coaster)“ auflistet. Diese Achterbahn fuhr im Afrika Wonderland, das später in den Serengeti-Park überging. |
| Reptilienausstellung    | Ausstellung      | -         | -             | -          | -                 | -         | -           | |
| Kleines Riesenrad       | Riesenrad        | -         | -             | -          | -                 | 1980      | 1995        | |
| Kosmos                  | Kosmos           | 11 m      | -             | -          | Friedrich Kocks   | 1992      | 1996        | ehemalige Reiseanlage; nach misslungenem Start (Aufbau auf dem Hamburger Sommerdom 1980) erfolgte die Premiere auf dem Herbstmarkt in Mölln. Das Geschäft wurde 1982 durch einen Fliegenden Teppich ersetzt und nach Hodenhagen verkauft. In dem dortigen Serengeti-Park spielte es bis zum Ende der Saison 1996. Es wurde schließlich verschrottet. |
| Blitzbahn               | -                | -         | -             | -          | -                 | 1970er    | 1996        | Die mehrfach umgebaute Bahn wurde Ende der 1970er-Jahre an den Serengeti-Park verkauft. Hier war die Bahn noch etwa 20 Jahre in Betrieb. |
| Round-up                | Round-up         | -         | -             | -          | De Boer           | 1994      | 2004        | ehemalige Reiseanlage, Baujahr cr. 1972 noch von der deutschen Firma Otto Griess auf deutschen Volksfesten unterwegs. Ab 1990 übernahm die Schaustellerfamilie Weber den Round Up für ein Jahr. 1991 kaufte Olaf Liebold die Anlage bis 1992, bis sie den Weg in den Serengeti-Park fand. Verbleib ist bis dato unbekannt. |
| Top Spin                | Top Spin         | -         | -             | -          | Huss Rides        | 1995      | 1995        | Im August 1994 ging die mittlerweile schon vierte Top-Spin-Neuerwerbung der Firma Ludewigt auf dem Stoppelmarkt in Vechta in Betrieb. Nach der Bremer Osterwiese 1995 wurde das Geschäft für den Rest des Jahres im Serengeti-Park Hodenhagen aufgebaut. Schließlich wurde es 1996 in die USA verkauft. Hier verblieb der Top Spin im Myrtle Beach Pavilion Amusement Park in South Carolina, der zum Ende der Saison 2005 geschlossen wurde. Um 2015 bis 2017 war der Top Spin unter Paul Hart in Großbritannien unterwegs. Seit 2018 ist das Fahrgeschäft in Italien unter der Firma Picco als „Bat Spin“ aktiv. |
| Kinder-Gocart-Bahn      | -                | -         | -             | -          | -                 | -         |             | |
| Kutschenbahn            | Rundfahrt        | -         | -             | -          | -                 | -         | -           | |
| Enterprise              | Enterprise       | 20 m      | -             | -          | Huss Rides        | 1996      | 2011        | ehemalige Reiseanlage von Thurner (Österreich); verkauft nach Sommerland Syd, heute ist der "Enterprise" im polnischen Legendia im Betrieb und wird dort Feniks (Phoenix) genannt. |
| Rainbow                 | Rainbow          | 26 m      | -             | -          | Huss Rides        | 1996      | 2011        | ehemalige Reiseanlage vom deutschen Schausteller Charles Dehner von 1982 bis 1993; verkauft nach Sommerland Syd, heute ist der Rainbow als Dragon Temple In Legendia (Polen) zu finden. |
| Mississppi-Dampfer      | Dampfer          | -         | -             | -          | -                 | 2003      | -           | |
| Leo-Express             | Calypso          | -         | -             | -          | Mack Rides        | 1994      | 2012        | ehemalige Reiseanlage von 1972 bis cr. 1980 des Schaustellers Heitmann; stand vorher 1983 bis 1991 in Traumlandpark in Bottrop; 1991–1994 Spreepark Berlin. 2021 wurden vereinzelte Gondeln versteigert |
| Jambo-Bongo             | Show             | -         | -             | -          | -                 | 2015      | 2023        | Stand vorher im Hinteren Parkteil, wo jetzt die Big-Foot-Safari im Betrieb ist. Letzter Standort war neben dem Hatari-Towers. |
| Ruderboote              | Ruderboot        | -         | -             | -          | -                 | -         | 2017        | eingelagert; fuhr auf dem See, wo heute die Splash-Safari fährt. |
| Die! Wilde Maus         | Speedy Gonzales  | 4,9 m     | 165 m         | 22 km/h    | SDC               | 2007      | 2014        | 1994 bis 1997 war sie in Betrieb unter dem deutschen Schausteller Parpaplioni. 1998 wurde sie verkauft an Wimmer, der mit der Anlage bis 2001 reiste. 2002 bis 2006 fuhr Die! Wilde Maus in Magic Park Verden. 2016 wurde sie verkauft an dem Schausteller Anton Kaiser und ist heute als Coco Beach Unterwegs |
| Graetz’ Oldtimer Garage | Rundfahrt        | -         | -             | -          | SBF Visa GROUP    | 1980      | 2015        | Auto-Classic 2003–2014; einmal versetzt. Für den Abriss der Auto-Classic hat man sich entschieden, weil es Schwierigkeiten beim Automatik-Betrieb gab. Ein Auto der Attraktion ist heute noch bei der Quad-Safari zu sehen |
| Ruko Wellenflug         | Hang Glider      | 7,3 m     | -             | -          | Zierer Rides      | 1992      | 2016        | ehemalige Reiseanlage von 1989, im selben Jahr wieder verkauft nach Traumlandpark; ehemals Drachenflug, dann Umthematisierung zum Fledermausflug; stand vorher in Traumlandpark in Bottrop |
| Hochseilgarten          | Hochseilgarten   | -         | -             | -          | -                 | 2006      | 2017        | von 2016 bis 2017 an neuem Standort der ehemaligen Graetz’ Oldtimer Garage |
| Kanus                   | Kanu             | -         | -             | -          | -                 | 2003      | -           | |
| Wackelfahrräder         | -                | -         | -             | -          | -                 | -         | -           | |
| Maxi-Gocarts            | Go-Kart          | -         | -             | -          | -                 | 2003      | -           | |
| Dschungel-Spielplatz    | Spielplatz       | -         | -             | -          | -                 | 2003      | -           | |
| Tretboote               | Tretboote        | -         | -             | -          | -                 | 2003      | -           | |
| Trimm-Dich-Pfad         | Parcours         | -         | -             | -          | -                 | -         | -           | |
| Mini-Jeeps              | Rundfahrt        | -         | -             | -          | -                 | 1980      | -           | |
| Chura Racer             | Tivoli (Large)   | 9 m       | 360 m         | 36 km/h    | Zierer Rides      | 1983      | 2019        | 1983–1998 Marienkäferachterbahn; seit 1999 neuer Zug; 1999–2014 Froschflitzer; wurde 2020 durch die neue Familienachterbahn Batukai-Racer ersetzt. Seit dem Jahr 2021 gibt es ein Denkmal vor dem Batukai-Racer: ein Stück von der Schiene mit einem Teil des Zuges als Erinnerung an die ca. 40 Jahre alte Bahn. 2024 wurde Chura Racer an den Magic Park Verden verkauft, um die gleich stehende Achterbahn mit Ersatzteilen zu bestücken |
| Safari-Blitz            | Spinning Coaster | 18 m      | 860 m         | 80 km/h    | Stein/Gerstlauer  | 2019      | 2021        | Die größte mobile Indoorachterbahn der Welt. Anfang September 2019 wurde sie abgebaut und zum Oktoberfest transportiert. 2020 gastierte der Höllenblitz (oder auch Safari-Blitz) wieder im Serengeti-Park. Ursprünglich sollte der Höllenblitz auch zum Oktoberfest 2020 transportiert werden. Mit Ausbruch der Corona-Pandemie 2020 (und der Absage des Oktoberfests 2020) und 2021 und dem Verbot für Volksfeste blieb der Höllenblitz jedoch die ganze Saison 2020 und auch 2021 im Serengeti Park. 2022 wird der Höllenblitz jedoch wieder auf Reisen gehen. Er wurde 2022 durch den Chaos Pendel, der im Serengeti Park im Oktober 2021 unter dem Namen Dschungel Pendel seinen Betrieb aufgenommen hat, ersetzt und an den Standort des jetzigen Safari-Blitz (Höllenblitz) umgesetzt. Seit 2022 wieder auf Reisen |
| Senga                   | Condor           | 32 m      | -             | -          | Huss Rides        | 1997      | 2021        | Senga wurde im Jahr 1986 gebaut und war der dritte vom Typ Condor von Huss für Deutschland. 1989 übernahm die Firma Paillet/Bouvier aus Frankreich den Condor. 1992 wurde er weiterverkauft. Seit 1997 befindet sich der Condor (gleichnamig) im Park, seit 2014 heißt er Senga. Vor 2014 neu lackiert. Im Jahr 2022 nicht mehr in Betrieb und abgerissen, um Platz zu schaffen für die neue Achterbahn Gozimba. Verbleib ist größtenteils unbekannt. Seit dem Jahr 2023 finden sich die Gondeln von Senga ihren Platz auf der Insel von Black Mamba |
| Dschungel Pendel        | -                | 43 m      | -             | 80 km/h    | Funtime           | 2021      | 2022        | der Dschungel Pendel oder besser bekannt unter dem Namen Chaos Pendel, ehemals Schausteller Maier, wurde als Chaos Pendel an den Schausteller Ottens verkauft und gastiert im Oktober 2021 als temporäre Attraktion im Serengeti-Park und ersetzt in der Saison 2022 den Safari-Blitz (Höllenblitz), der wieder auf Reisen gehen wird. |
| NGOKO                   | Schiffschaukel   | 20 m      | -             | -          | Huss Rides        | 1994      | 2022        | 1994–2014 Kongo, ehemalige reisende Anlage aus Österreich der Firma Thurner. NGOKO wurde aufgrund zu hoher Prüf- und Wartungskosten geschlossen, sodass die im Jahr 1978 erbaute Schiffschaukel weichen musste. Grund dafür war, dass die Big Foot Safari vergrößert wurde. Das Grundgerüst steht auf der Fläche des Big Foot Safari, das Schiff sowie die Gondeln von Senga finden sich aktuell auf einer Insel der Black Mamba. |
| Gantu Top Spin          | Top Spin         | 12 m      | -             | -          | Huss Rides        | 1996      | 2023        | 1996–2014 Top-Spin; neu lackiert, zuvor hatte es eine Rückwand mit verschiedenen afrikanischen Tiermotiven |
| Tiere der Zukunft       | Walk-Through     | -         | -             | -          | -                 | 2020      | 2024        | Die Ausstellung wurde in Kooperation mit dem britischen Paläontologen und Evolutionsforscher Dougal Dixon auf den Grundlagen seiner Forschungen und Theorien erarbeitet. IMAscore Voice Recordings & Soundtrack |